# Биргильда (река)
Биргильда́ — река в России, протекает по Чебаркульскому и Сосновскому районам Челябинской области. Длина реки составляет 36 км.
Берёт начало юго-восточнее поселка Тимирязевский, на высоте около 300 метров над уровнем моря. Протекает мимо поселка Полетаево. Берега заболоченные. Биргильда впадает в верхнюю часть Шершнёвского водохранилища возле деревни Бутаки на 382 км по левому берегу реки Миасс. Высота устья — 222 м над уровнем моря.
Притоки, в том числе крупные — Сура (левый) и Бишбайтал (правый) — представляют собой ручьи с болотистыми берегами.

## Данные водного реестра
По данным государственного водного реестра России относится к Иртышскому бассейновому округу, водохозяйственный участок реки — Миасс от Аргазинского гидроузла до города Челябинск, речной подбассейн реки — Тобол. Речной бассейн реки — Иртыш.
Код объекта в государственном водном реестре — 14010500912111200003656.